# Landschaftsschutzgebiet Paderborner und Bad Lippspringer Wälder

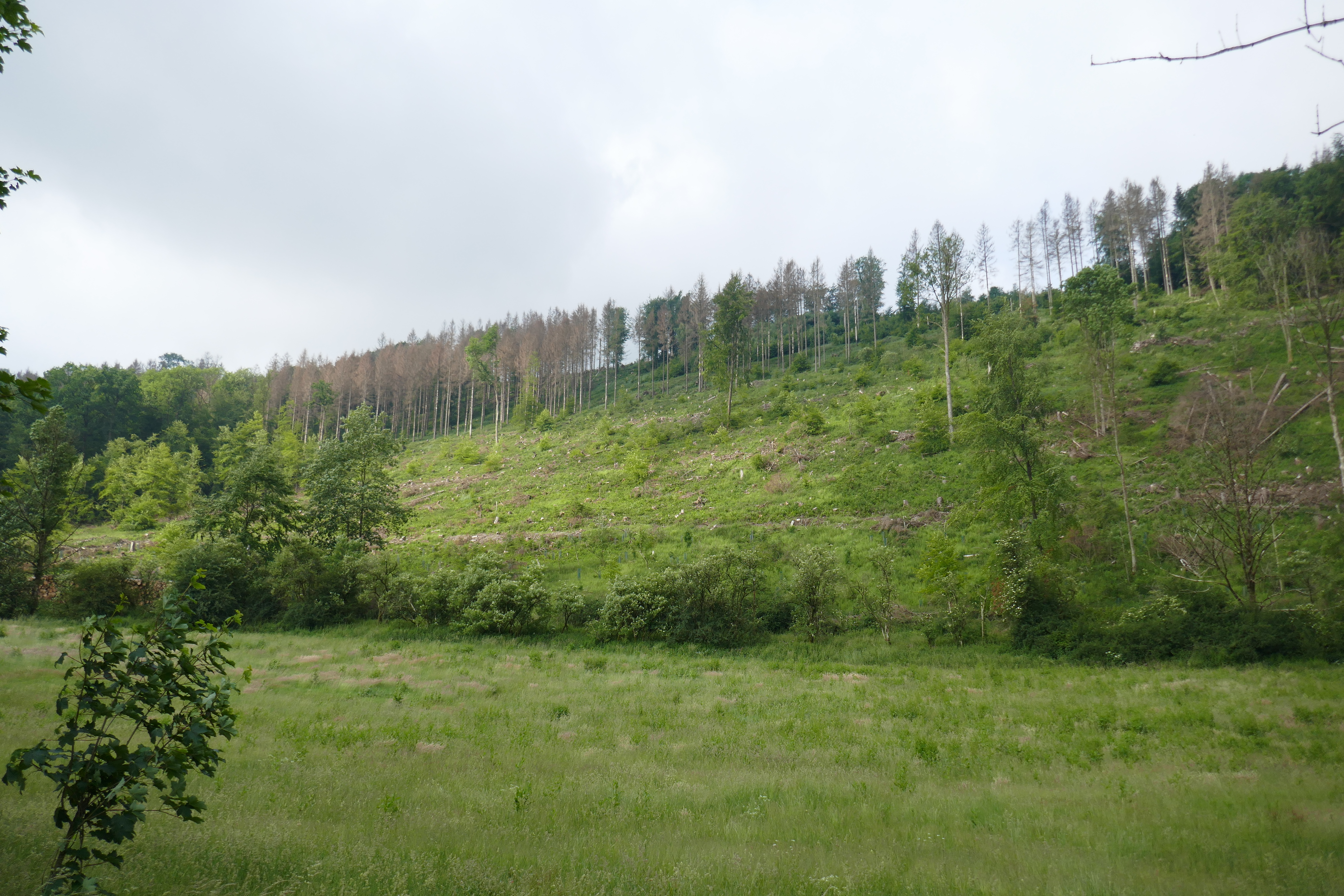
Dunetal im LSG mit wegen Borkenkäfer abgestorbenen Fichten 2020

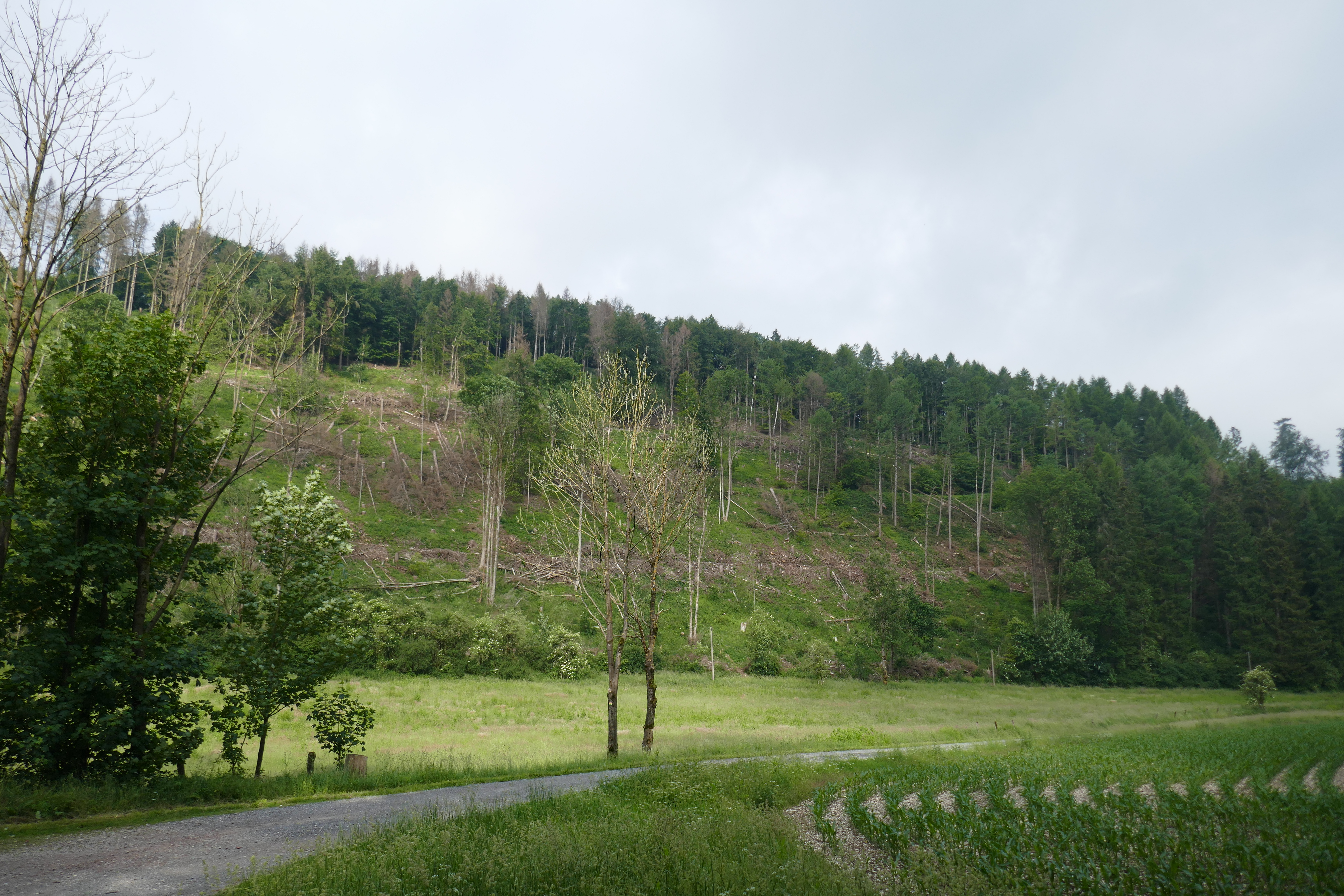
Dunetal

Das Landschaftsschutzgebiet Paderborner und Bad Lippspringer Wälder mit 1664,57 ha Flächengröße liegt im Kreis Paderborn. Das Landschaftsschutzgebiet (LSG) wurde 1999 vom Kreistag mit dem Landschaftsplan Paderborn – Bad Lippspringe ausgewiesen. Das LSG besteht aus zehn Teilflächen die häufig von Straßen noch unterteilt sind.

## Beschreibung
Das LSG umfasst Waldbereiche in den Städten Paderborn und Bad Lippspringe im Osten und Süden des Landschaftsplangebietes. Es handelt sich um die Waldgebiete Lippspringer Wald, Neuenbekener Wald, Paderborner Fischteiche, Sammtholz, Haxterholz sowie den Wald südlich von Dahl. Mehrere Schutzgebiete grenzen direkt an das LSG.
Im LSG liegen großflächiger und naturnaher Buchen-, Buchenmischwälder und Fichtenwälder mit Trockentälern, Bächen, Kleingewässern, Tümpeln, Felsen, Quellbereichen, Schwalglöchern und Dolinen. Im LSG gibt es Wälder mit Alt- und Totholz.
Im LSG soll der Anteil von naturnahen Laub- und Mischwaldbeständen am Gesamtwaldbestand erhöht werden. Indem standortfremde Nadelbäume nach dem Hieb durch standortgerechte, heimische Laubgehölze ersetzt werden. Geeignete Einzelbäume und Baumgruppen sollen zu Altholzinseln zu entwickeln und Totholz und Höhlenbäume zu erhalten werden. Innerhalb der Waldgebiete vorhandene Grünlandflächen sollen erhalten und entwickelt werden.